# Бхимтал
Бхимтал (англ. Bhimtal) — город в индийском штате Уттаракханд в округе Найнитал. Расположен в 22 километрах от административного центра округа Найнитал — города Найнитала. Средняя высота над уровнем моря — 1370 метров. По данным всеиндийской переписи 2001 года, в Бхимтале проживало 5875 человек. Основной туристической достопримечательностью Бхимтала является одноимённое озеро. 
Бхимтал получил своё название по имени одного из главных героев древнеиндийского эпоса «Махабхарата» — Бхимы. В городе расположен древний храм Шивы — храм Бхимешвары Махадевы. Согласно легенде, храм был основан самим Бхимой, который посетил это место в период изгнания Пандавов. Настоящее здание храма было построено в XVII веке раджей Кумаона Баз Бахадуром (1638—1678), принадлежавшим к династии Чанд. Около храма расположен небольшой холм Гарг-парват, на котором берёт своё начало река Гарги.